# 叙尔康
叙尔康（法語：Surcamps，法語發音：[syʁkɑ̃]）是法国上法蘭西大區索姆省的一个市镇，属于亚眠区。

## 地理
叙尔康（50°4'10"N, 2°4'29"E）面积2.97 平方千米，位于法国上法蘭西大區索姆省，该省份为法国北部沿海省份，北起加来海峡省和北部省，西接滨海塞纳省和大西洋英吉利海峡，南至瓦兹省，东临埃纳省。
与叙尔康接壤的市镇（或旧市镇、城区）包括：布吕康、多马昂蓬蒂约、戈朗夫洛、圣莱热莱多马尔、维尔勒马尔克莱。
叙尔康的时区为UTC+01:00、UTC+02:00（夏令时）。

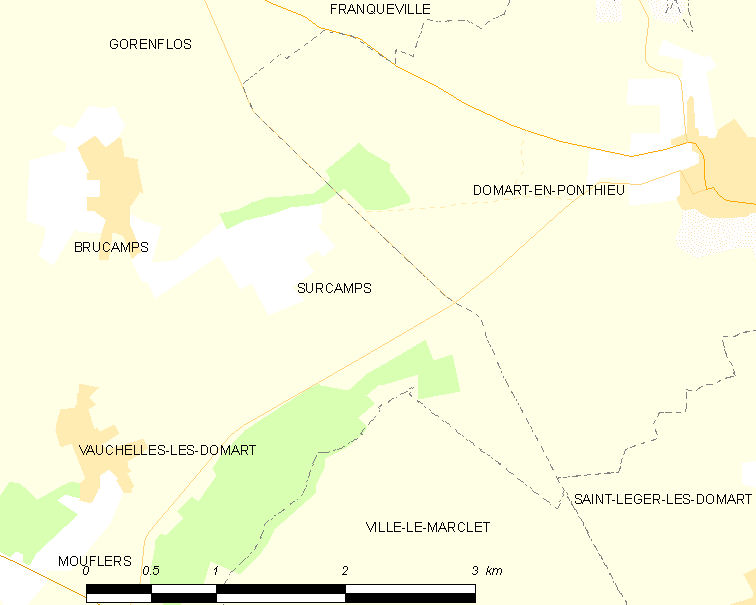
叙尔康的OSM定位图

## 行政
叙尔康的邮政编码为80620，INSEE市镇编码为80742。

## 政治
叙尔康所属的省级选区为弗利克斯库尔县。

## 人口

1962-2008年间叙尔康人口变化图示

叙尔康于2022年1月1日时的人口数量为77人。